# Roger Williams
Roger Williams (Londra, 21 dicembre 1603 – Providence, 1º aprile 1684) è stato un teologo inglese.
Divenne famoso in quanto fautore della separazione fra Chiesa e Stato e dell'assoluta libertà di pensiero e di pratica religiosa. Propugnò anche l'instaurazione di rapporti più giusti con i Nativi americani. Fu fondatore della colonia del Rhode Island e della città di Providence. Fu fondatore della prima e della seconda Chiesa Battista stabilitasi in America. È considerato tra i padri del moderno concetto di laicità dello Stato.

## Biografia

### Primi anni
Williams nacque in una famiglia Puritana, suo padre, James Williams (1562-1620), fu un agiato mercante a Smithfield, in Inghilterra; sua madre si chiamava Alice Pemberton (1564-1634).
Sotto la protezione di sir Edward Coke (1552-1634), il famoso giurista, che gli fece ottenere una borsa di studio alle scuole superiori del monastero cartesiano della Charterhouse (Casa di Cartesio) a Londra, poi si laureò (Bachelor of Arts), all'università di Pembroke Cambridge nel 1627. Sembrava avere un dono naturale per le lingue e acquisì presto familiarità con latino, greco, olandese e francese. Diede lezioni a John Milton in olandese in cambio di lezioni di lingua ebraica.
Dopo la laurea a Cambridge, Williams divenne cappellano della ricca famiglia di Sir William Masham, a Otes nell'Essex, dove conobbe persone influenti. Malgrado il loro aiuto, rinunciò alla carriera religiosa, per la sua avversione alla chiesa di stato anglicana. Il 15 dicembre 1629, sposò una cameriera, Mary Barnard (1609-1676), nella chiesa di High Laver, Essex, Inghilterra ed emigrati in America, ebbero sei figli.
Prima della fine del 1630, Williams adottò un punto di vista dissidente e capì che non avrebbe potuto lavorare in Inghilterra sotto la rigorosa gestione dell'arcivescovo William Laud. Girò per cercare altre offerte nelle università e nella chiesa ufficiale finché decise di cercare nella Nuova Inghilterra (New England) quella libertà di coscienza che gli veniva negata nel suo paese.

### Arrivo in America
Nel 1630 Mary e Roger Williams arrivarono a Boston sulla nave Lyon (Leone). Il 5 febbraio 1631, la comunità religiosa lo invitò a sostituire il precettore, che stava ritornando in Inghilterra ma Williams trovò che era una "chiesa anglicana" e non officiò in essa. Fu spinto a dare espressione alle sue convinzioni, formatesi in Inghilterra, che la legge non potesse punire nessuna specie di infrazione ai 10 comandamenti, l'idolatria, l'interruzione del Sabbath, il culto falso e la blasfemia e che ogni individuo dovrebbe essere libero di seguire, negli argomenti religiosi, le sue proprie convinzioni.
La prima idea fu che il magistrato non dovesse punire l'infrazione religiosa e di conseguenza significava che l'autorità civile non doveva essere la stessa dell'autorità ecclesiastica. La seconda idea fu che la gente dovrebbe avere libertà d'opinione in materia religiosa che Williams chiamò la "libertà dell'anima". Queste idee sono rimaste uno dei fondamenti per le garanzie della costituzione degli Stati Uniti di non istituire una religione ufficiale di stato e della libertà di scegliere e praticare la propria religione. [Vedere il 1° emendamento della Carta dei diritti degli Stati Uniti.]
La Chiesa di Salem, nel Massachusetts che riempiva di sentimenti Separatisti i coloni di Plymouth, invitò Williams a diventare il loro maestro ma il suo insediamento fu prevenuto da una rimostranza indirizzata al governatore Endicott da sei dirigenti bostoniani. La colonia di Plymouth allora gradì riceverlo, come precettore associato ed insegnante. Qui rimase circa due anni e, secondo il governatore Bradford, i suoi insegnamenti furono bene approvati.

### Rapporti con i Nativi Americani

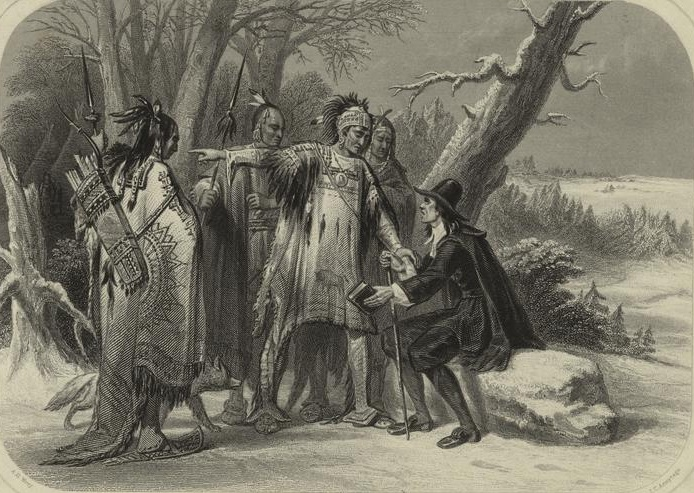
Acquaforte del XIX secolo, su disegno di A. H. Wray

Il rispetto del Williams per la dignità della popolazione nativa americana e la sua compiacenza nel trattare con loro su una base di uguaglianza gli attirarono la loro durevole amicizia. Insistette sempre che qualsiasi terra colonizzata da Europei avrebbe dovuto essere comprata ad un prezzo ragionevole dalla tribù locale.
Mentre impiegava molto tempo a Plymouth, fra i nativi americani, il suo "desiderio dell'anima" divenne "fare dei buoni nativi". Scrisse: "Dio era compiaciuto di darmi uno spirito indulgente e paziente, per alloggiare con loro, nei loro ripugnanti e fumosi buchi... per imparare i loro dialetti". Durante i suoi primi anni in Nuova Inghilterra, acquisì padronanza notevole della lingua dei nativi.
Durante quel tempo, la sua mediazione su richiesta del Massachusetts impedì una coalizione dei Pequot con i Narragansetts e i vari Mohegans. Scrisse di questo servizio durante gli anni seguenti: "La mia mediazione mi ha forzato tre giorni e tre notti ad alloggiarmi e a mescolarmi con i sanguinari ambasciatori Pequot, le cui mani ed armi erano coperte del sangue dei miei conterranei assassinati e massacrati da loro sul fiume Connecticut". Williams servì numerose volte come mediatore ad altri coloni. Quando le difficoltà dei coloni con i Nativi Americani aumentarono, fu chiamato per fare da intermediario fra questi due differenti modi di vivere.

### Vita a Salem, distinte visioni

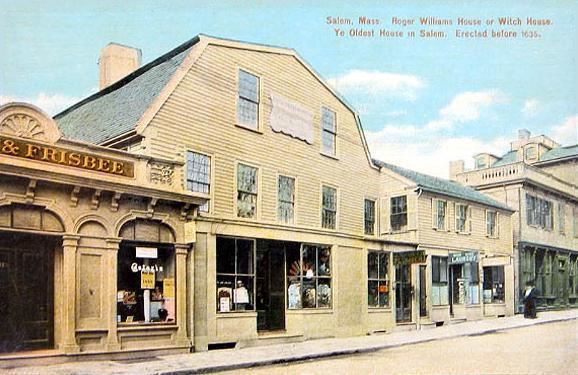
La casa di Roger Williams a Salem (chiamata "Witch House", la Casa della Strega)

Verso la fine del suo ministero a Plymouth, secondo Brewster, Williams cominciò "a promuovere... persone entusiaste dei suoi propri singolari pareri" e "cercare di imporla ad altri". La gente di Plymouth si rese rapidamente conto che avevano trovato il proprio modo di pensare, ugualmente avanzato, non solo riguardo ai Nativi Americani, ed egli lasciò l'incarico per tornare di nuovo a Salem.
Anche qui la sua fermezza sulla questione della tolleranza, in contrasto con l'opposizione, gli procurò dissidi e controversie. Divenuto assistente ufficioso della guida spirituale Skelton, quando questo morì, nell'agosto 1634 e divenuto suo sostituto, iniziò quasi immediatamente le polemiche con le autorità del Massachusetts che in alcuni mesi dovevano condurre al suo esilio. Williams fu rimosso da Salem nell'estate del 1633 ed esiliato dalle colonie della baia del Massachusetts.

### Residenza a Providence
Williams scelse la sua nuova residenza nella Narragansetts Bay, presso la tribù dei Nativi Americani omonima, nel Rhode Island, "in un luogo dove due fiumi dolci si versano in uno salato" e il 1º giugno 1636, lo battezzò Providence (Provvidenza) per l'ispirazione che Dio aveva dato ai nativi di ospitarlo (vedere Canonicus), che ammise avere uguali diritti con i dodici "amici e vicini" (molti erano venuto da lui dal Massachusetts fin dall'inizio della primavera). Fu stabilito che tutti avrebbero avuto lo stesso diritto di voto, anche quelli che di tanto in tanto diventavano membri della loro comunità. Fu promessa da tutti obbedienza al sindaco, ma "soltanto negli affari civili". Nel 1640, un altro accordo fu firmato dai 39 uomini liberi, nel quale essi esprimevano la loro determinazione "di adempiere sempre alla libertà di coscienza". Un simile governo unico fu creato nello stesso giorno, un governo che espressamente prevedeva la libertà religiosa e la separazione fra autorità civile ed ecclesiastica (chiesa e stato).
Nel 1637 alcuni seguaci di Anne Hutchinson visitarono Williams per avere un consiglio su come andare via dal Massachusetts. Come Williams, questo gruppo era in difficoltà con i teocrati puritani. Raccomandò loro di comprare la terra sull'isola di Aquidneck dai Nativi Americani. Presero posto a Pocasset, che ora è chiamata Portsmouth, a Rhode Island. Fra loro erano il marito William di Anne Hutchinsons, William Coddington e John Clarke (1609-1676).
Nel 1643 Williams fu mandato dai suoi cittadini in Inghilterra dal suo collega per assicurarsi un riconoscimento della colonia. I puritani erano allora in contrasto con l'Inghilterra ed attraverso i buoni uffici di sir Henry Vane fu prontamente ottenuto il riconoscimento completamente democratico, chiamato "Providence Plantations".
Nel 1647, la colonia che era stata piantata a Rhode Island fu unita a Providence sotto un singolo governo e la libertà di coscienza fu di nuovo affermata.
Il 18 maggio 1652, Rhode Island approvò la prima legge in America del Nord per rendere illegale la schiavitù.
La zona che ora è il Rhode Island si trasformò in un porto sicuro per la gente perseguitata per i loro credo, i Battisti, i Quaccheri, gli Ebrei ed altri andarono là per seguire la loro coscienza in pace e ottenere sicurezza.
Sorsero disaccordi fra le città del continente di Providence e di Warwick da un lato e le città dell'isola di Aquidneck d'altro. C'era inoltre disaccordo (sull'isola) fra i seguaci di John Clarke e quelli di William Coddington. Coddington era andato in Inghilterra e, nel 1651, aveva ottenuto dal consiglio di stato l'incarico di fare le regole nelle isole del Rhode Island e di Conanicut. Questa disposizione lasciò Providence e Warwick a sé stesse. Lo schema del Coddington fu molto disapprovato da Williams e Clarke e dai loro seguaci, in particolare poiché sembrava coinvolgere una federazione del dominio di Coddington con il Massachusetts e con il Connecticut e fu conseguentemente messa in pericolo della libertà della coscienza, non solo sulle isole, ma anche nel Providence e in Warwick, che sarebbero lasciati non protetti.
Molti degli avversari di Coddington erano, in quel tempo, battisti. Successivamente, durante lo stesso anno, Williams e Clarke andarono in Inghilterra a nome dei loro amici per assicurarsi che il governo di Oliver Cromwell annullasse la lettera del Coddington e riconoscesse la colonia come repubblica, dipendente soltanto dall'Inghilterra. Riuscito ad ottenere ciò Williams ritornò a Providence. Fino alla fine della sua vita, continuò a interessarsi in modo profondo agli affari pubblici.

### Rapporti con i battisti

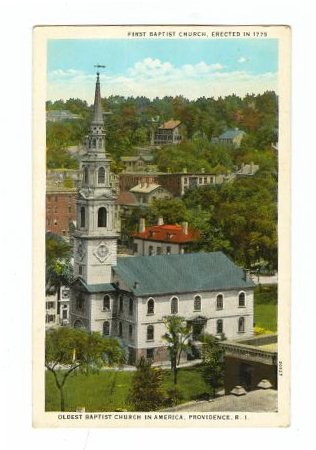
Prima Chiesa Battista in America. Williams fondò la prima congregazione battista in America, nel 1638

Nel 1638 parecchi cristiani del Massachusetts, che erano stati indotti ad adottare i punti di vista dei credenti battisti e si trovarono soggetti alla persecuzione, furono rimossi da Providence. La maggior parte di questi probabilmente erano stati sotto l'influenza di Williams mentre era nel Massachusetts ed alcuni di loro possono essere stati influenzati dagli anticredentibattisti inglesi prima che lasciassero l'Inghilterra.
John Smyth (1570-1612), Thomas Helwys e John Murton erano fondatori (1609) della ricca letteratura nella legislatura della libertà della coscienza prodotta da questo partito dopo il suo ritorno in Inghilterra. Egli avrebbe potuto appena evitare di imparare qualcosa del partito di antibattista infantile Calvinista che sorse a Londra nel 1633, poco dopo la sua partenza, guidata da Spilsbury, da Eaton e da altri.
Tuttavia, Williams non adottò i punti di vista antibattisti infantili prima del suo esilio dal Massachusetts, dato che gli antibattisti infantili non sono stati posti al suo posto dai suoi avversari. Il puritano Winthrop attribuisce i punti di vista "Anabattisti" di Williams all'influenza di Katherine Scott, una sorella di Anne Hutchinson, Antinomiana. È probabile che Ezekiel Holliman sia arrivato a Providence come antibattista infantile e si sia unito con la sig.ra Scott nell'impressionare Williams sull'importanza della credenza battista.
Circa a marzo del 1639, Williams fu battezzato da Holliman ed immediatamente si procedette a battezzare Holliman ed undici altri. Così fu costituita una chiesa battista che ancora sopravvive come la prima chiesa battista in America. Quasi allo stesso tempo, John Clarke, compatriota di Williams nella causa della libertà religiosa nel nuovo mondo, stabilì una chiesa battista in Newport, Rhode Island. "C'è molto dibattito durante i secoli se la chiesa di Newport o di Providence hanno meritato il posto "della prima" congregazione battista in America. Le annotazioni esatte per entrambe le congregazioni sono carenti", di conseguenza, sia Roger Williams che John Clarke sono variamente accreditati per essere il fondatore della fede battista in America.
Williams rimase con la piccola chiesa a Providence soltanto alcuni mesi. Si convinse che le ordinanze perse nell'apostasia non avrebbero potuto essere ristabilite bene senza una speciale commissione divina, che rilasciasse la seguente dichiarazione sulla sua partenza dal settore:
Egli assunse l'atteggiamento "di un cercatore" (Seeker) o di un "Arrivato-esterno" (Come-outer), sempre profondamente religioso ed attivo nella propagazione della verità cristiana, tuttavia di non ritenere soddisfacente che tutto il corpo dei cristiani avesse avuto tutti i contrassegni della chiesa vera. Egli continuò le condizioni amichevoli con i battisti, essendo in accordo con loro nel loro rifiuto del battismo infantile come nella maggior parte degli altri argomenti.
L'atteggiamento religioso ed ecclesiastico di Williams è espresso bene nelle seguenti frasi (1643):

### Morte, sepoltura e memoriali
Williams morì all'inizio del 1684. Fu sepolto nella sua proprietà. Successivamente nel diciannovesimo secolo i suoi resti furono spostati nella tomba di un discendente nel Cimitero della Terra del Nord (North Burial Ground). Infine, nel 1936, sono stati disposti all'interno di un contenitore di bronzo e sono stati posti nella base di un monumento sul Prospect Terrace (Terrazzo della Prospettiva) a Providence. Quando i suoi resti furono riesumati per riseppellirli, erano sotto un melo. Le radici dell'albero si erano sviluppate nel punto in cui il cranio del William riposava e, seguito il percorso delle sue ossa decomposte, si erano avviluppate approssimativamente nella figura del suo scheletro. Soltanto una piccola quantità di osso è stata ritrovata per essere riseppellita. "La radice di Williams" ora fa parte della collezione della società storica del Rhode Island, in cui è montata su un piedistallo nello scantinato del museo la Casa di John Brown.
Il memoriale nazionale di Roger Williams, stabilito in 1965, è un parco nei quartieri poveri di Providence. Il parco di Roger Williams è un parco cittadino sul bordo meridionale di Providence. Williams è stato scelto nel 1872 per rappresentare il Rhode Island nella National Statuary Hall Collection (sala di collezione statuaria nazionale) nel United States Capitol (Campidoglio degli Stati Uniti).
Una sua statua figura sul Muro dei Riformatori di Ginevra.
Suo discendente diretto fu l'antropologo e linguista Roger Williams Wescott.

## Scritti
La carriera di Williams come autore cominciò con A Key into the Language of America  (Londra, 1643), scritto durante il suo primo viaggio in Inghilterra. La sua successiva pubblicazione fu Mr. Cotton's Letter lately Printed, Examined and Answered  in pubblicazioni del Club di Narragansett, volume II).
Seguì presto The Bloudy Tenent of Persecution, for Cause of Conscience (Londra, 1644). Questo è il suo lavoro più famoso e fu la dichiarazione e la difesa più abile del principio della libertà assoluta della coscienza che è stampata in tutte le lingue. È sotto forma di dialogo fra la Verità e la Pace e ben illustra il vigore del suo stile.
Durante lo stesso anno un opuscolo anonimo fu pubblicato a Londra che è attribuito comunemente a Williams, intitolato: Queries of Highest Consideration Proposed to Mr. Tho. Goodwin, Mr. Phillip Nye, Mr. Wil. Bridges, Mr. Jer. Burroughs, Mr. Sidr. Simpson, all Independents, etc. Questi Indipendenti erano membri dell'Assemblea di Westminster e la loro Apologetical Narration, in cui supplicano per la tolleranza, è arrivato molto lontano dopo l'insegnamento alla libertà della coscienza del Williams.
Nel 1652, durante la sua seconda visita in Inghilterra, Williams pubblicò The Bloudy Tenent yet more Bloudy: by Mr. Cotton's Endeavor to wash it white in the Bloud of the Lamb; of whose precious Bloud, spilt in the Bloud of his Servants; and of the Bloud of Millions spilt in former and later Wars for Conscience sake, that most Bloudy Tenent of Persecution for cause of Conscience, upon, a second Tryal is found more apparently and more notoriously guilty, etc. (Londra, 1652). Questo lavoro copre gran parte dei temi coperti dal Bloudy Tenent ma presenta il vantaggio di essere scritto in risposta alla elaborata difesa del A Reply to Mr. Williams his Examination (pubblicazioni del Narragansett Club, Volume II).
Altri lavori di Williams sono:
- The Hireling Ministry None of Christ's (London, 1652)
- Experiments of Spiritual Life and Health, and their Preservatives

(London, 1652; reprinted, Providence, 1863)
- George Fox Digged out of his Burrowes  (Boston, 1676).

Un volume delle sue lettere è incluso nell'edizione Narragansett Club edizione di Williams Works  (7 vol., Providence, 1866-74) e un volume è stato pubblicato dal J. il R. Bartlett (1882).